# Renaud Chapdelaine
Pour l’article homonyme, voir Chapdelaine.
Renaud Chapdelaine (né le 27 mars 1911 et décédé le 1er septembre 1971) fut un avocat et homme politique fédéral du Québec.

## Biographie
Né à Nicolet dans la région du Centre-du-Québec, il est brièvement député du Parti progressiste-conservateur du Canada durant l'année 1949 lors de l'élection partielle déclenchée après le décès du député sortant Lucien Dubois. Son élection, alors survenue dans une circonscription n'ayant pas voté conservateur est observée comme une percée des Progressistes-conservateurs et de leur nouveau chef George A. Drew.
Supporté par l'Union nationale, soit un parti ayant des politiques autonomistes pour la province et ainsi contre la centralisation des pouvoirs fédéraux, le premier ministre libéral Louis St-Laurent blâma l'élection de Chapdelaine par la présence d'un troisième candidat libéral indépendant qui aurait divisé le vote. Les Libéraux ont aussi clamé que Chapdeleine milite pour des politiques isolationnistes et pour le nationalisme québécois et que ses allégeances sont d'abord envers le premier ministre québécois Maurice Duplessis.
En mars 1949, il s'associe au député d'Argenteuil, Georges-Henri Héon qui avait récemment joint les rangs des Progressistes-conservateurs, pour joindre un rapport appelant à l'amélioration des droits de Franco-ontariens en regard avec les écoles séparées de langue française. Cette demande fut formulée malgré le fait que le Parti progressiste-conservateur de l'Ontario y fut traditionnellement opposée et que Drew fut récemment premier ministre de l'Ontario.
Il est défait lors des élections de 1949, par le libéral Maurice Boisvert.
Le fonds d'archives de Renaud Chapdelaine est conservé au centre d'archives de Trois-Rivières de Bibliothèque et Archives nationales du Québec.